# Pinguintje
Het pinguintje (Hedya salicella) is een vlinder uit de familie Tortricidae (bladrollers). De spanwijdte van de vlinder bedraagt tussen de 19 en 24 millimeter. De soort overwintert als rups.

## Habitat
De soort leeft in vochtige en schaduwrijke bosranden, parken en ruige gebieden.

## Waardplanten
Het pinguintje heeft wilgen en populieren als waardplanten.

## Verspreiding
Hedya salicella komt oorspronkelijk uit het Palearctisch gebied. De soort is wijdverspreid in Midden-Europa en is niet zeldzaam. Het ontbreekt in Noord-Afrika en Klein-Azië. In het oosten strekt het verspreidingsgebied zich uit over de Kaukasus en Kazachstan tot aan Siberië, het Russische Verre Oosten en China.
Het pinguintje is in Nederland en in België een vrij algemene soort, die verspreid over het hele gebied kan worden gezien. De soort vliegt van juni tot in oktober.